# I Love You (Diana Ross)
I Love You è il ventiquattresimo album in studio della cantante statunitense Diana Ross, pubblicato nel 2006.
Si tratta del primo album contenente materiale originale dal 1999, anno di uscita di Every Day Is a New Day.

## Tracce
Versione USA
1. Remember – 3:32 (Harry Nilsson)
2. More Today Than Yesterday – 2:51 (Pat Upton)
3. I Want You – 4:34 (Arthur "T-Boy" Ross, Leon Ware)
4. I Love You (That's All That Really Matters) – 5:30 (Fred White)
5. What About Love – 4:25 (Brenda Russell, Allee Willis, Stephen Bray)
6. The Look of Love – 4:28 (Burt Bacharach, Hal David)
7. Lovely Day – 4:09 (Bill Withers, Skip Scarborough)
8. Take My Breath Away – 3:45 (Giorgio Moroder, Tom Whitlock)
9. Only You – 3:58 (Buck Ram, Ande Rand)
10. To Be Loved – 4:01 (Tyran Carlo, Berry Gordy Jr.)
11. I Will – 2:48 (John Lennon, Paul McCartney)
12. This Magic Moment – 3:27 (Doc Pomus, Mort Shuman)
13. You Are So Beautiful – 3:34 (Bruce Fisher, Billy Preston)
14. Always and Forever – 4:07 (Rod Temperton)
15. Remember – Reprise – 2:50 (Nilsson)

Versione internazionale
1. Remember – 3:32 (Nilsson)
2. More Today Than Yesterday – 2:51 (Upton)
3. I Want You – 4:34 (Ross, Ware)
4. I Love You (That's All That Really Matters) – 5:30 (White)
5. What About Love – 4:25 (Russell, Willis, Bray)
6. The Look of Love – 4:28 (Bacharach, David)
7. Lovely Day – 4:09 (Withers, Scarborough)
8. Crazy Little Thing Called Love (featuring Brian May) – 3:15 (Freddie Mercury)
9. Only You – 3:58 (Ram, Rand)
10. To Be Loved – 4:01 (Carlo, Gordy Jr.)
11. I Will – 2:48 (Lennon, McCartney)
12. This Magic Moment – 3:27 (Pomus, Shuman)
13. You Are So Beautiful – 3:34 (Fisher, Preston)
14. Always and Forever – 4:07 (Temperton)
15. Remember – Reprise – 2:50 (Nilsson)